# Asociația Crescătorilor de Albine din România
Asociația Crescătorilor de Albine din România (ACAR) este o organizație profesională și autonomă a apicultorilor, cu personalitate juridică și patrimoniu propriu, care își desfășoară activitatea potrivit reglementărilor legale în vigoare și statutului său. Asociația reprezintă apicultorii și interesele acestora la toate nivelurile.
Asociația are filiale deschise în toate județele din țară.

## Adresa
- Bd. Ficusului, Nr. 42, București, Sector 1

## Alte asociații de apicultori din România
- Cooperativa Apicolă Apirom, București;
- Cooperativa Agricola BIO APIS din Targu Mures;
- Societatea Comercială Apinatura - S.R.L., București;
- Societatea Comercială Vita Naturalis - S.R.L., București;
- Asociația Apicultorilor Profesioniști din România, Cogealac, Constanța;
- Asociația Regională a Crescătorilor Apicons 2004, Constanța;
- Societatea Comercială Api – Auraș - S.R.L., Vadu, Constanța;
- Grup Producători Prisaca, Medgidia, Constanța;
- Grup Producători Casa Mierii, Ciulnița, Ialomița;
- Asociația Fermelor Apicole de Reproducție, Prahova;
- Federația Asociațiilor Apicole din România, Zalău, Sălaj;
- Asociația Apicultorilor Particulari, Roșiori de Vede, Teleorman;
- Cooperativa Agricolă Albina, Alexandria, Teleorman;
- Grup Producători Albina Bănățeană, Timiș;
- Asociația Stuparul Bănățean, Timiș;
- Cooperativa Agricolă Apicons Vrâncioaia, Mărășești, Vrancea.